# Personlig kommunikation
Personlig kommunikation er den kommunikation der foregår i den direkte kontakt fra person til person. Umiddelbart beskriver det udtryk der frembringes, og det indtryk som opfattes af andre.
Personlig kommunikation kommer først og fremmest til udtryk på handlingsniveau i form af kropssprog, stemmeføring, ordvalg, timing, og tempo i samtale eller andet samvær.
Handlingerne former samlet en fremgangsmåde i kommunikationen, der også påvirkes af hensigt og valg: hvornår der siges hvad, hvordan er reaktionen, og hvilken retning vælges i den fortskridende kommunikation.
Personlig kommunikation kan foregå i kontakt ansigt til ansigt, i telefonen og i tekstmedier. Valg af medie er allerede medbestemmende for, hvilket indtryk din personlige kommunikation efterlader.
Personlige kommunikation bliver påvirket af flere parametre:
- Ubevidste udtryk
- Bevidst valgte udtryk
- Andres reaktion
- Selvopfattelse i forhold til relationen og de givne omstændigheder
- Følelser og tanker der opstår